# Noxolo Cesane
Noxolo Cesane, née le 11 octobre 2000 à Gugulethu, est une footballeuse internationale sud-africaine. Elle joue au poste d'attaquante pour les Eastern Flames.

## Biographie

### Jeunesse et formation
Noxolo Cesane nait avec sa sœur jumelle Sinoxolo le 11 octobre 2000 à Gugulethu, un vaste township en banlieue du Cap. Très jeunes, les deux sœurs font face à l'opposition de leurs parents qui doutent de leur avenir dans le football et préfèrent les pousser vers les études. Elles rejoignent cependant les Cape Town Roses. À seulement douze ans, elles évoluent avec l'équipe première en deuxième division nationale, la Sasol League et se font repérer pour participer à un camp d'entraînement de la sélection sud-africaine des moins de 17 ans. Elles quittent alors la province du Cap-Occidental pour la capitale Pretoria afin d'intégrer le Centre national de haute performance.
Après trois ans à Pretoria, Noxolo et Sinoxolo retournent dans leur région natale et retrouvent les Cape Town Roses. En 2019, les deux sœurs atteignent la première division en évoluant avec l'University of Western Cape. L'année suivante, leurs chemins se séparent : Sinoxolo rejoint les Buccaneers de la East Tennessee State University (en) en NCAA et la section féminine des Red Wolves de Chattanooga (en) en USL W League (en) tandis que Noxolo considère que le UWC FC lui apporte des infrastructures suffisantes pour y poursuivre son développement au pays.

### Parcours en club
En septembre 2022, Noxolo Cesane signe au Stade de Reims. Deux jours après son arrivée, elle dispute son premier match face à l'Olympique lyonnais en Division 1, remplaçant Kessya Bussy en toute fin d'une rencontre perdue 5-1. Six mois plus tard, en février 2023, elle devient la première sud-africaine à s'engager pour les Tigres de la UANL en Liga MX,. L'expérience est à nouveau de courte durée, et elle quitte l'équipe mexicaine dès le mois d'août pour retourner à l'UWC.

### Parcours en sélection

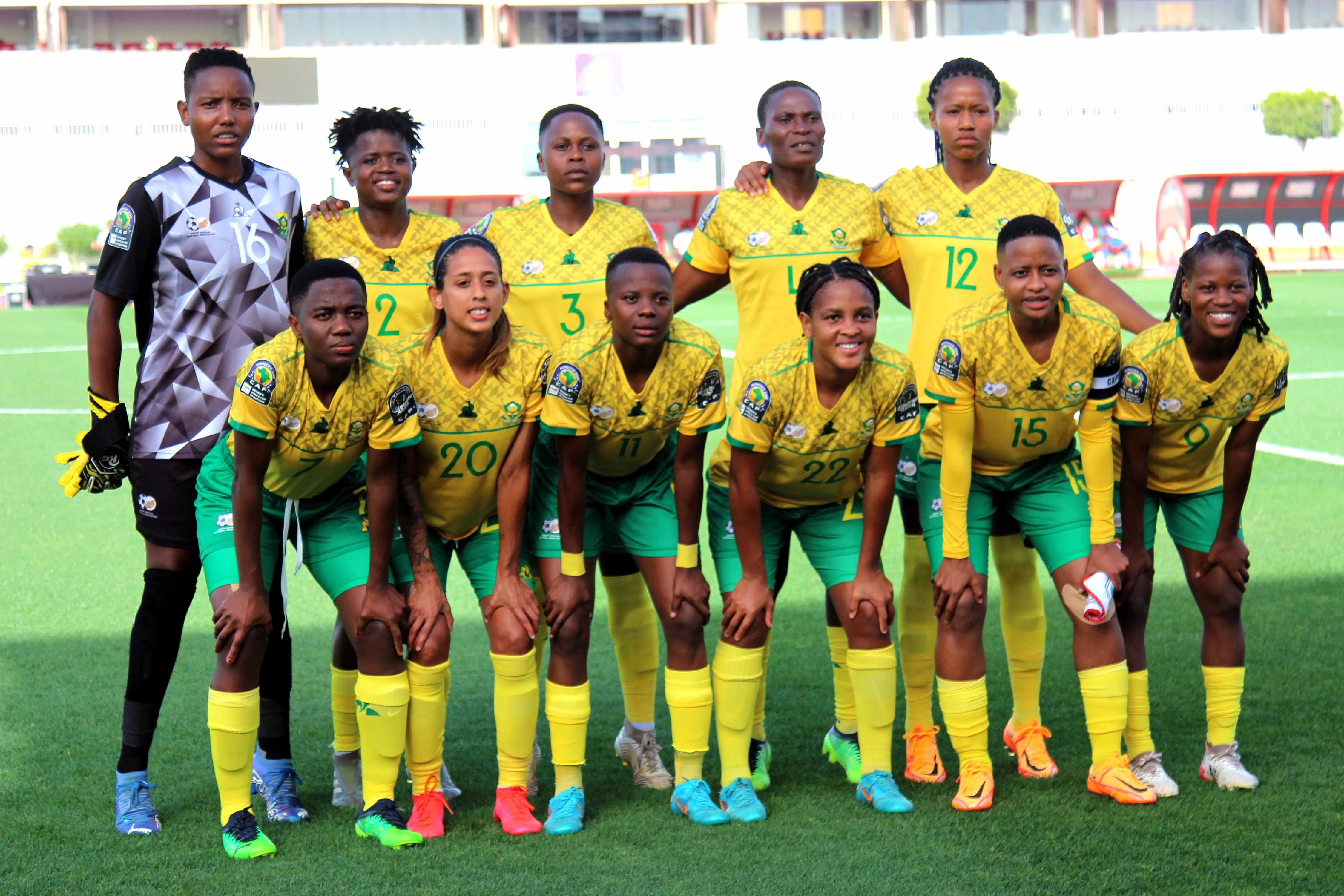
Noxolo Cesane (n°9 en bas à droite) avec l'Afrique du Sud lors du match de coupe d'Afrique des nations face au Burundi le 7 juillet 2022.

Après avoir joué avec les moins de 20 ans, elle est sélectionnée pour la première fois en équipe d'Afrique du Sud en 2019 pour le championnat du COSAFA. Avec les Banyana Banyana, elle remporte la coupe d'Afrique 2022.

## Palmarès
Afrique du Sud
- Coupe d'Afrique des nations :
  - Vainqueur en 2022